# Глід Стевена
Глід Стевена (Crataegus stevenii) — вид квіткових рослин родини трояндових (Rosaceae).
За іншими даними таксон є синонімом Crataegus monogyna Jacq..

## Біоморфологічна характеристика
Кущ 1–1.5 метри. Листки глибоко, майже до середньої жилки розсічені на 5—7-9(11) лопатей. Плоди 10–12 мм у довжину, світло-червоні, з легкою поволокою.

## Поширення
Ендемік Причорномор'я: Крим, Туреччина, Північний Кавказ.
В Україні росте на сухих схилах, узліссях світлих лісів — у Криму, розсіяно (на ПБК, звичайно).